# 二黃
二黃是清朝時的一種戲曲聲腔，表演時演奏樂器起初為嗩吶，後改為胡琴。清朝時徽班將吹腔和高撥子改造為二黃。二黃的來源有江西弋阳腔、安徽、湖北黄陂、黄冈等多種說法。